# Houston (Alasca)
Houston é uma cidade localizada no estado americano de Alasca, no Distrito de Matanuska-Susitna.

## Demografia
Segundo o censo americano de 2000, a sua população era de 1202 habitantes.
Em 2006, foi estimada uma população de 1870, um aumento de 668 (55.6%).

## Geografia
De acordo com o United States Census Bureau, a localidade tem uma área de 61,0 km², dos quais 58,0 km² cobertos por terra e 3,0 km² cobertos por água.

## Localidades na vizinhança
O diagrama seguinte representa as localidades num raio de 24 km ao redor de Houston.